# کامیلو سانوزو
کامیلو دا سیلوا سانوزو (پرتغالی: Camilo da Silva Sanvezzo؛ زادهٔ ۲۱ ژوئیهٔ ۱۹۸۸) بازیکن فوتبال اهل برزیل است.
از باشگاه‌هایی که در آن بازی کرده‌است می‌توان به ژیونگنام، ونکوور وایتکپس و کرتارو اشاره کرد.